# Maria Kowalska
Pour les articles homonymes, voir Kowalska.
Maria Kowalska, née le 16 septembre 1996 à Wadowice (Pologne), est une actrice polonaise.

## Biographie
En 2020, elle est diplômée du département de théâtre de l'École nationale du cinéma, de la télévision et du théâtre Léon Schiller à Łódź.
Elle a fait ses débuts à l'écran dans la série télévisée TVN intitulée Under the Surface (2018-2019), dans lequel elle joue le rôle principal d'Ola Kostrzewa. Elle a joué le rôle d'Agaty Passent dans la série biographique Osiecka (2020) consacrée à Agnieszka Osiecka.
En 2023, elle incarne l'un des rôles principaux, Marysia Wilczur dans l'adaptation cinématographique Le Remède à l'oubli pour la plateforme VOD Netflix,,,.
Depuis 2024, elle incarne le rôle-titre de Matylda Bilińska dans la série de costumes TVP intitulée Matylda,,.

## Filmographie partielle

### Au cinéma
- 2023 : Le Remède à l'oubli (Znachor) : Marysia Wilczur, la fille du professeur Wilczura
- 2024 : Matylda : Matylda Bilińska
- 2024 : Skrzyżowanie : Basia, épouse de Tomasz Kuś

### À la télévision
- 2020 : Osiecka : Agata Passent (épisode 13)
- 2023 : Sexify :  Violetta, panéliste (saison 2, épisode 8)

## Récompenses et distinctions
- (en) Maria Kowalska: Awards, sur l'Internet Movie Database